# ブライアン・ユズナ
ブライアン・ユズナ（Brian Yuzna 1949年8月30日 - ）は、アメリカ合衆国の映画プロデューサー、映画監督、脚本家。
ホラー映画やSF映画のジャンル作品で知られている。『ZOMBIO/死霊のしたたり』（1985）、『フロム・ビヨンド』（1986）など、スチュアート・ゴードン監督作品のプロデューサーとしてキャリアをスタートさせ、風刺的なボディ・ホラー映画『ソサエティー』（1989）で監督デビューを果たした。
また、コメディ映画『ミクロキッズ』（1989年）では共同脚本を担当した。ユズナはアメリカ人映画監督として初めて漫画『強殖装甲ガイバー』を実写化した人物である。H・P・ラヴクラフトの作品の映画化も手がけ、スチュアート・ゴードン、クリストフ・ガンズ、ルイス・デ・ラ・マドリッドなど多くの新人監督の企画を支援してきた。

## 生い立ち
ユズナはアメリカ人の両親のもと、フィリピンのマニラで生まれた。ニカラグア、プエルトリコ、パナマで育ち、1960年代にアメリカに帰国してアトランタに定住した。
ユズナはカトリック教会で育った。1970年代を通じて、ユズナはノースカロライナ州のインテンショナル・コミュニティに住み、大工やレストランの雑用をしていた。

## キャリア
ユズナはプロデューサーとしてキャリアをスタートさせ、友人のスチュアート・ゴードン監督のためにホラー映画『ZOMBIO/死霊のしたたり』（1985）、『フロム・ビヨンド』（1986）、『ドールズ』（1987）を共同プロデュースした。また、『フロム・ビヨンド』は共同執筆もしている。同年、ユズナはゴードンとともにコメディ『ミクロキッズ』を共同執筆している。
1989年、風刺的な映画で監督デビューを果たす。ビバリーヒルズの裕福なコミュニティで、自分より下の社会階層を食い物にするミュータントに焦点を当てたボディ・ホラー映画『ソサエティー』（1989）で監督デビュー。
その後、ユズナは『死霊のしたたり2』（1990）、『新 死霊のしたたり』（1990）、『バタリアン リターンズ』（1993）とホラー映画の続編を次々と発表し、1996年にはロサンゼルスの歯科医の殺人鬼が被害者を拷問するホラー『デンティスト』を監督している。ユズナはその続編である『キラー・デンティスト』（1998年）も監督している。
ヨーロッパで多くのファンを集めたユズナは、2000年代初頭、フリオ・フェルナンデスとともに、バルセロナの映画会社フィルマックス傘下のレーベル「ファンタスティック・ファクトリー」を立ち上げる。彼の目標は、「世界中のジャンルのタレントを使い、国際市場向けに（英語で撮影された）低予算のジャンル（ホラー、SF、ファンタジー）映画を製作し、地元のタレントを育てること」である。.
ドイツとオランダの架空のワールドカップ2006決勝でドイツが敗れ、ゾンビの侵略で復讐を図るというリチャード・ラーフォースト監督のゾンビ映画『Worst Case Scenario』のプロデューサーとして活動していたが、2009年5月にプロジェクトが頓挫したと発表された。
この映画は最終的に『武器人間』となり、2013年に公開された。4年後、彼は監督の座に戻り、マイケル・パレとフランシス・マギーが主演する『シー・トレマーズ』（2010）を撮影した。
2014年、ユズナはバルセロナのカタルーニャ映画アカデミーの名誉会員に選ばれた。 
その後、同年ハリウッドで、映画館「シネファミリー」はユズナを主賓として『ミクロキッズ』上映25周年記念イベントを開催した。
2015年には30年間の作品を集めた回顧展「Brian Yuzna, A Retrospective」がソーホーハウスのシアターで行われ、上映された。ウエストハリウッドで、ダイアナ・ラドがキュレーション、息子のローガン・ユズナがプロデュースした。

## 私生活
『ZOMBIO/死霊のしたたり』（1985）等にも出演した女優のキャシー・チェリー・ユズナと結婚し、コナン・ユズナ、ゾーイ・ユズナ、ノア・ユズナ、ローガン・ユズナの4人の子供がいる。ユズナは妻や子供たちを自らの関わる映画にエキストラ出演させている。また、以前の交際相手との間に娘が1人いる。

## フィルモグラフィー

### プロデューサー
- ZOMBIO/死霊のしたたり Re-Animator (1985)
- フロム・ビヨンド From Beyond (1986)
- ドールズ Dolls (1987)
- ミクロキッズ Honey, I Shrunk the Kids (1989) (製作)
- ワーロック Warlock (1989) (製作)
- 死霊のしたたり2（英語版） Bride of Re-Animator (1990)
- GUYVER The Guyver (1991)
- キラー・ホビー/オモチャが殺しにやって来る（英語版） Silent Night, Deadly Night 5: The Toy Maker (1992)
- ティックス（英語版） Ticks (1993) (製作総指揮)
- バタリアン リターンズ Return of the Living Dead 3 (1993)
- ネクロノミカン Necronomicon (1993)
- クライング・フリーマン Crying Freeman (1995)
- ファウスト (2000年の映画)（英語版） Faust: Love of the Damned (2000)
- アラクニッド（英語版） Arachnid (2001)
- DAGON Dagon (2001)
- ダークネス Darkness (2002)
- RE-ANIMATOR 死霊のしたたり3（英語版） Beyond Re-Animator (2003)
- ガリシアの獣（英語版） Romasanta (2004)
- ターミネーター2018 Rottweiler (2004)
- サイコ・シスター ～呪われた修道女～（英語版） The Nun (2005)
- デビルズ・レジェンド（英語版） Beneath Still Waters (2005)
- Takut: Faces of Fear (2008) (製作)
- Worst Case Scenario（英語版） (2009) (製作)
- Everdark (2010) (製作)

### 監督
- ソサエティー Society (1989)
- 死霊のしたたり2（英語版） Bride of Re-Animator (1990)
- 新 死霊のしたたり（英語版） Silent Night, Deadly Night 4: Initiation (1990)
- バタリアン リターンズ Return of the Living Dead 3 (1993)
- ネクロノミカン Necronomicon (「ウィスパーズ」と「ザ・ライブラリー」のパートを担当) (1993)
- ターザンの大冒険（英語版） Tarzan: The Epic Adventures (エピソード "帰ってきたターザン" Tarzan's Return) (1996)
- デンティスト（英語版） The Dentist (1996)
- スピーシーズ・リターン/種の終焉（英語版） Progeny (1998)
- キラー・デンティスト（英語版） The Dentist 2 (1998)
- ファウスト (2000年の映画)（英語版） Faust: Love of the Damned (2000)
- RE-ANIMATOR 死霊のしたたり3（英語版） Beyond Re-Animator (2003)
- ターミネーター2018 Rottweiler (2004)
- デビルズ・レジェンド（英語版） Beneath Still Waters (2005)
- シー・トレマーズ（英語版） Amphibious (2010)
- 60 Seconds of Solitude in Year Zero（英語版） (2011)

### 脚本
- フロム・ビヨンド From Beyond (1986)
- ミクロキッズ Honey, I Shrunk the Kids (1989)
- 死霊のしたたり2（英語版） Bride of Re-Animator (1990)
- 新 死霊のしたたり（英語版） Silent Night, Deadly Night 4: Initiation (1990)
- キラー・ホビー/オモチャが殺しにやって来る（英語版） Silent Night, Deadly Night 5: The Toy Maker (1992)
- ネクロノミカン Necronomicon (「ウィスパーズ」と「ザ・ライブラリー」のパートを担当) (1993)
- RE-ANIMATOR 死霊のしたたり3（英語版） Beyond Re-Animator (2003)

### 俳優
- ネクロノミカン Necronomicon (1993)
- デンティスト（英語版） The Dentist (1996)

### ゲスト出演
- スティーヴン・キング ホラーの館 Stephen King's World of Horror (1986)
- The Incredibly Strange Film Show（英語版） (1989)
- Fear in the Dark (1991)
- クライヴ・バーカーのホラー大全（英語版） (1997)
- Metrópolis (2001)
- Working with a Master: Stuart Gordon (2006)
- Re-Animator Resurrectus (2007)
- Durch die Nacht mit …（英語版） (2007)
- Science of Horror (2008)
- Nightmares in Red, White and Blue（英語版） (2009)